# Frontera entre Eritrea i el Sudan
La frontera entre Eritrea i el Sudan és la línia que separa l'oest d'Eritrea del sud del Sudan. Té una longitud de 605 kilòmetres.

## Traçat
La frontera surt del trifini entre l'Eritrea, l'Etiòpia i Sudan, situada sobre el curs del riu Tekezé (14° 15′ 35″ N, 36° 33′ 40″ E / 14.25972°N,36.56111°E), prop de la vila etíop de Humera. Es dirigeix cap al nord per aproximadament 100 km abans d'obliquar vers el nord-est. La frontera terrestre s'acaba als marges del mar Roig (17° 58′ 25″ N, 38° 34′ 37″ E / 17.973508°N,38.577003°E).
La frontera marítima entre els dos països continua al Mar Roig més de cent quilòmetres fins a la reunió amb les fronteres marítimes de l'Aràbia Saudita.
Des del punt de vista administratiu, la frontera separa les regions eritrees (zobas) d'Anseba, Gash-Barka i Semien-Keih-Bahri dels Estats sudanesos de Kassala, Mar Roja i Gedarif. Els principals punts de pas són Karora, Sala, Sebderat i Teseney

## Història
La frontera es defineix per primera vegada entre 1880 i 1890, durant la colonització italiana d'Eritrea i la separava de la colònia del Sudan. El 1936, Eritrea va passar a formar part de l'Àfrica Oriental Italiana. El 1941, durant la Campanya d'Àfrica Oriental de la Segona Guerra Mundial, el territori va ser envaït i administrat per les forces britàniques. El 1952, Eritrea i Etiòpia van formar una federació. La frontera entre Eritrea i Sudan va ser llavors part de la frontera internacional entre Etiòpia i Sudan.
Després de guanyar l'any 1991 la guerra contra Etiòpia començada el 1962, Eritrea es va convertir en un país independent al maig de 1993.